# 西小召站
西小召站是位于中华人民共和国内蒙古自治区巴彦淖尔市乌拉特前旗西小召镇的一个铁路车站，建于1957年，有包兰铁路经过该站，现办理客货运业务，车站及其上下行区间均为电气化区段。车站距离包头站133公里，隶属呼和浩特铁路局乌海车务段，是四等站。